# Funivia Santuario Nostra Signora di Montallegro
La funivia Santuario Nostra Signora di Montallegro è una funivia che collega la città di Rapallo al santuario di Nostra Signora di Montallegro, nella città metropolitana di Genova.
È l'unico impianto a fune di questo tipo attivo in Liguria.

## Storia

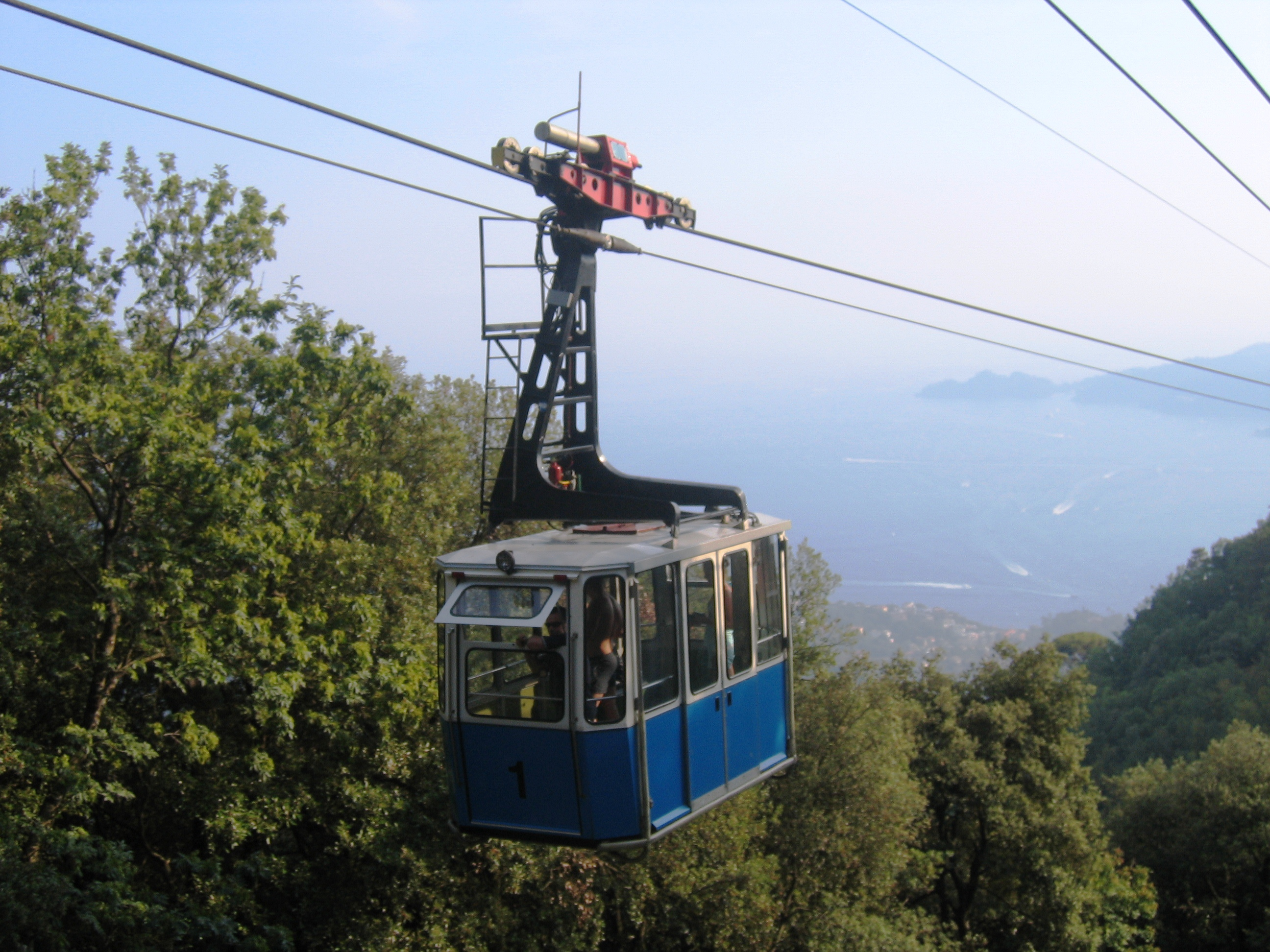
Il golfo di Rapallo fa da sfondo alla cabina della funivia

La Società Anonima Funivia Rapallo-Montallegro fu costituita ufficialmente il 31 marzo 1928 allo scopo di creare un impianto di risalita che collegasse Rapallo con il locale santuario di Montallegro, percorso su cui nello stesso periodo era appena stata progettata la strada carrabile (l'odierna provinciale 58 della Crocetta). Due anni più tardi i lavori per la costruzione dell'impianto furono commissionati alla società piemontese Agudio di Leinispecializzata nella realizzazione di impianti a fune. L'inaugurazione avvenne il 29 agosto 1934, ma l'apertura definitiva al pubblico, completati i lavori, si ebbe solo il 1º settembre 1935.
Diversi furono, negli anni, gli interventi di adeguamento e manutenzione: nel 1951 furono modificati i sistemi di frenatura, i carrelli e le cabine. Queste ultime vennero sostituite nel 1956 con altre della medesima capacità. Nel 1959 furono installati dispositivi di sicurezza e nel 1964 fu ridotta la portata delle cabine stesse. Altri interventi minori si ebbero nel 1969 e nel 1971.
Scaduta la concessione quarantennale nel 1975, l'esercizio della funivia fu sospeso il 10 gennaio 1976; la società esercente fu dichiarata fallita, l'anno dopo, dal tribunale di Chiavari.
L'impianto rimase abbandonato fino all'aprile 1983, quando furono iniziati i lavori di ripristino, secondo il progetto presentato dalla società Piemonte Funivie. Furono ricostruiti i tralicci ed i carrelli e sostituite le funi. L'impianto, radicalmente rinnovato, riaprì nel 1984; l'esercizio era curato direttamente dal Comune di Rapallo, a cui, nel 1994, subentrò la cooperativa Co.fa.sa. che, dopo un secondo periodo di sospensione, riattivò l'esercizio il giorno 8 ottobre 1995.
Ulteriori cambi di gestione si ebbero nel 1999, quando essa fu affidata alla Tigullio Pubblici Trasporti (TPT), che gestì la funivia attraverso la Cooperativa Custodi Automobili di Genova, e nei primi anni duemila, durante i quali alla TPT si succedette la Security Control di Trieste.
Dal 2006 la gestione dell'impianto è affidata alla società pistoiese Doganaccia 2000 di Cutigliano.

## Caratteristiche
La stazione a valle si trova a Rapallo in piazzale Federico Solari, presso il quartiere Betti; la stazione a monte è collocata poco sotto il santuario, ad un'altitudine di circa 600 m s.l.m..
La fune traente risulta lunga 5.000 m; la lunghezza orizzontale dell'impianto è pari a 2.275 m (lunghezza inclinata 2.390 m) per un dislivello di 600 metri. L'impianto è dotato di due cabine, numerate 1 e 2, entrambe con capienza di 24+1 persone. La portata è di 144 persone/ora ed il tempo di percorrenza è di 8 minuti.
L'impianto funziona tutto l'anno eccezion fatta per i mesi dedicati alla manutenzione, tipicamente novembre e gennaio. Nell'estate 2018, a seguito di un collaudo con esito positivo, sono state organizzate delle aperture serali in cui la funivia è stata, per la prima volta nella sua storia, messa in funzione dopo il tramonto.

## Galleria d'immagini

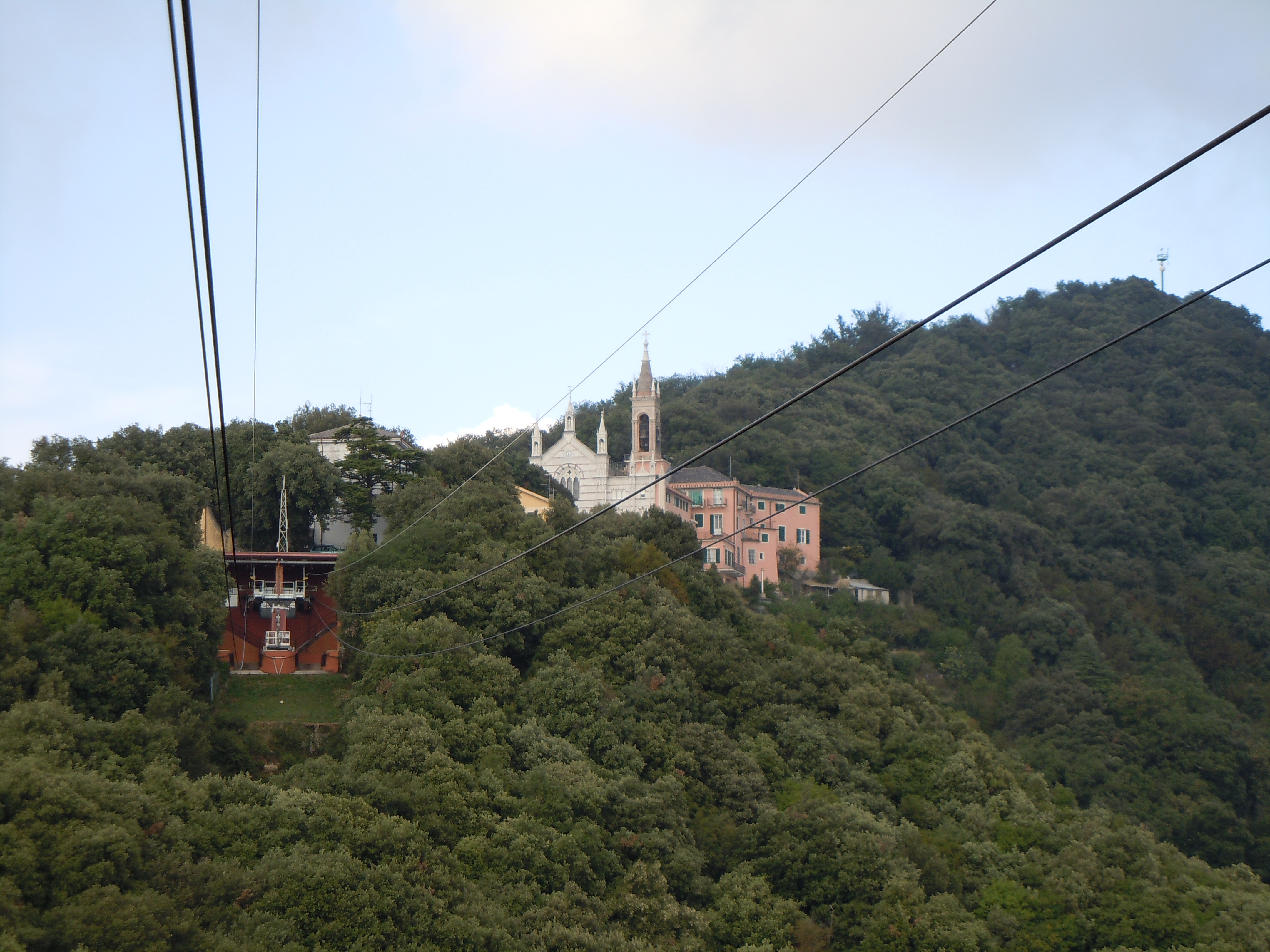
La stazione a monte e il santuario
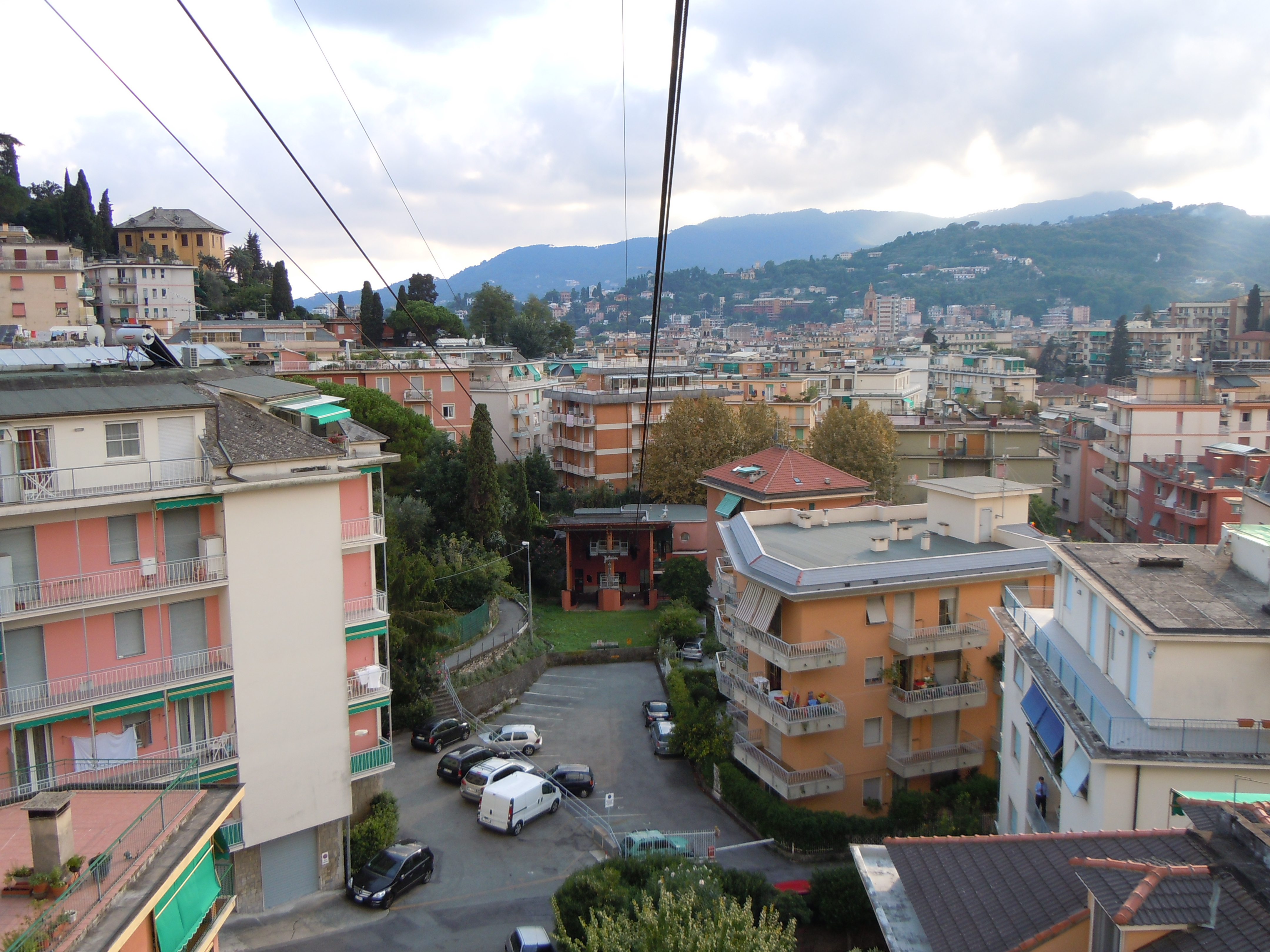
La stazione a valle
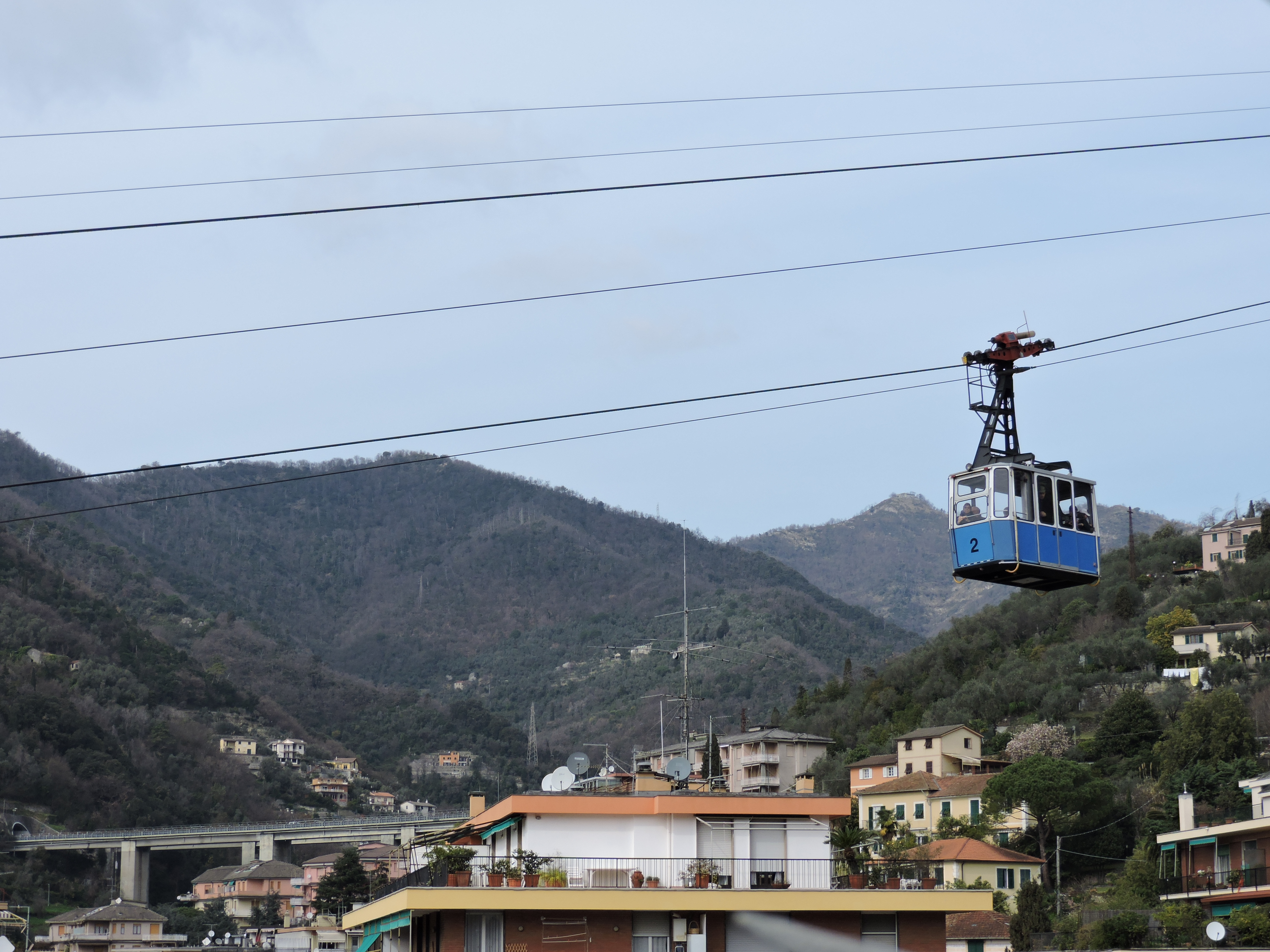
La cabina numero 2 in arrivo a valle